# Josef von Ringelsheim
Josef svobodný pán von Ringelsheim (14. března 1820 Salzburg – 2. června 1893 Štýrský Hradec) byl rakousko-uherský generál. V c. k. armádě sloužil jako absolvent vojenské akademie od roku 1839. Vyznamenal se v bojích během revolučních let 1848–1849, později byl důstojníkem generálního štábu a úředníkem na ministerstvu války. V roce 1865 byl povýšen na barona a v hodnosti generálmajora bojoval v prusko-rakouské válce. V závěru kariéry zastával funkci zemského velitele na Moravě a ve Slezsku (1878–1883). Ve vojsku dosáhl druhé nejvyšší hodnosti polního zbrojmistra (1878).

## Životopis
Byl synem c. k. majora Josefa von Ringelsheima (†1823). Studoval na Tereziánské vojenské akademii ve Vídeňském Novém Městě, do armády vstoupil v roce 1839 jako poručík k pěšímu pluku č. 12. Později absolvoval kurz pro vyšší důstojníky, půsbil u generálního štábu na mapovém oddělení a v roce 1846 byl povýšen na nadporučíka (služebně stále příslušel k 12. pluku). V roce 1848 byl povýšen na kapitána a v revolučních letech 1848–1849 bojoval v Itálii (první italská válka za nezávislost), byl důstojníkem štábu maršála Nugenta a zúčastnil se bitvy u Novary. V roce 1849 bojoval v Uhrách proti maďarským povstalcům a podílel se na dobytí Petrovaradína (1849). V roce 1850 získal hodnost majora a byl šéfem štábu u 5. armádního sboru. V této funkci byl povýšen na podplukovníka (1854) a později byl sekčním šéfem u zemského velitelství ve Veroně. Jako štábní důstojník 5. armádního sboru byl účastníkem války se Sardinií, mezitím dosáhl hodnosti plukovníka (1857). Poté několik let působil jako přednosta zahraničního odboru na ministerstvu války.
V roce 1865 byl povýšen do hodnosti generálmajora a stal se velitelem brigády v Krakově. Za prusko-rakouské války se zúčastnil bojů v rámci 1. armády, bojoval v bitvě u Hradce Králové a zastával funkci pobočníka arcivévody Arnošta. Na nadřízené i řadové vojáky tehdy zapůsobil svým klidným a rozvážným jednáním. Poté byl brigádním velitelem ve Vídni, v roce 1869 získal hodnost polního podmaršála a převzal velení 2. pěší divize ve Vídni. V letech 1870–1878 byl velitelem 16. pěší divize a oblastním velitelem v Sibiu (dříve Hermannstadt). Od roku 1878 byl velitelem v Brně a téhož roku byl povýšen do hodnosti polního zbrojmistra. V Brně setrval krátce i po reorganizaci armády jako velitel 10. armádního sboru (1883), ale již 1. května téhož roku odešel na vlastní žádost do penze.
Zemřel 2. června 1893 ve věku 73 let ve Štýrském Hradci a je pohřben tamtéž na hřbitově St. Leonhard. Byl ženatý s Ottilií Kis de Kis-Sáros, měli spolu dceru Rosu.

## Tituly a ocenění
V roce 1865 byl povýšen do stavu svobodných pánů a jako velitel v Sedmihradsku obdržel v roce 1877 titul c. k. tajného rady s nárokem na oslovení Excelence. Od roku 1876 byl čestným majitelem pěšího pluku č. 30 dislokovaného ve Lvově. Během vojenské kariéry obdržel několik vyznamenání v Rakousku-Uhersku i v zahraničí. Získal také čestné občanství v Brně a Sibiu.

### Rakousko-Uhersko
- Vojenský záslužný kříž (1859)
- rytířský kříž Leopoldova řádu (1859)
- Řád železné koruny Řád železné koruny II. třídy (1859)
- rytířský kříž Leopoldova řádu s válečnou dekorací (1866)
- Řád železné koruny I. třídy (1876)
- Válečná medaile (1878)
- velkokříž Leopoldova řádu (1883)

### Zahraničí
- Řád Pia IX. (Papežský stát)
- komtur Řádu Albrechtova s válečnou dekorací (Sasko)
- Konstantinův řád svatého Jiří (Itálie)